# Gedney Hill
Gedney Hill – wieś w Anglii, w hrabstwie Lincolnshire, w dystrykcie South Holland. Leży 72 km na południowy wschód od Lincoln i 129 km na północ od Londynu.